# District de Sirsa
Le district de Sirsa (hindi : सिरसा ज़िला)  est un district  de l'état de l'Haryana  en Inde.

## Description
Au recensement de 2011, sa population compte 1 295 189 habitants pour une superficie de 4 277 km2.
Son chef-lieu est la ville de Sirsa. 